# Diagoniceps bocki
Diagoniceps bocki är en kräftdjursart som beskrevs av Lang 1948. Diagoniceps bocki ingår i släktet Diagoniceps och familjen Tetragonicipitidae. Inga underarter finns listade i Catalogue of Life.